# لئو کسلداین
لئو کسلداین (انگلیسی: Leo Castledine؛ زادهٔ ۲۰ اوت ۲۰۰۵) بازیکن فوتبال است.
وی همچنین در تیم‌های ملی فوتبال زیر ۱۶ سال انگلستان، زیر ۱۷ سال انگلستان، زیر ۱۸ سال انگلستان، و زیر ۱۹ سال انگلستان بازی کرده است.